# Cabeço Zaranza
O Cabeço Zaranza é uma elevação portuguesa localizada no concelho da Madalena, ilha do Pico, arquipélago dos Açores.
Este acidente geológico tem o seu ponto mais elevado a 235 metros de altitude acima do nível do mar. Este acidente geológico localiza-se entre as aldeias de Santana, São Vicente e de Santo António.